# Lunathyrium auriculatum
Lunathyrium auriculatum là một loài thực vật có mạch trong họ Woodsiaceae. Loài này được W.M. Chu & Z.R. Wang ex Z.R. Wang miêu tả khoa học đầu tiên năm 1994.